# 吉岡曠
吉岡 曠（よしおか ひろし、1930年11月5日 - 2001年12月29日）は、国文学者、学習院大学名誉教授。

## 略歴
1955年3月学習院大学仏文科卒業後、国文科に学士入学し、1957年3月卒業。1959年3月学習院大学大学院修士課程修了。同年4月から学習院大学国文学科助手に着任し、非常勤講師、専任講師、助教授、教授。2001年定年、名誉教授。同年12月29日、食道癌のため死去。

## 著書
- 源氏物語論 笠間書院 1972
- 源氏物語の本文批判 笠間書院 1994.6 〈笠間叢書〉
- 物語の語り手 内発的文学史の試み 笠間書院 1996.6 〈笠間叢書〉
- 作者のいる風景 古典文学論 笠間書院 2002.12

## 共編著
- 源氏物語を中心とした論攷 笠間書院 1977.3 〈笠間叢書〉
- 古今集・新古今集評釈 語釈・文法・鑑賞 松尾聰共著 清水書院 1981.6＊吉岡の担当は新古今集

## 校注など
- 源氏物語夕霧 松尾聰と校註 笠間書院 1966.4
- 源氏物語. 帚木・空蝉 松尾聰と校註 笠間書院 1978.2
- 更級日記 菅原孝標女 創英社 1984.9 (全対訳日本古典新書)
- 更級日記 新日本古典文学大系 24  岩波書店 1989.11
- 竹取物語 伊勢物語 現代語訳 本文対照 學燈社 2005.11

## 参考
- 吉岡曠先生追悼号 「学習院大学国語国文学会誌」2002